# Unkechaug
Unkechaug/"People from beyond the hill")/ (Unchachaug, Unquaches, Unquachog, Unquachock, Unchechauge), pleme Metoac Indijanaca, jezične porodice Algonquian, naseljeno na južnoj obali otoka Long Island u New Yorku. Unkechaug su ponekad nazivani i Poosepatuck, što je naziv jednog njihovog ogranka. Njihovi potomci danas žive na rezervatu Poosepatuck koji se prostire na 55 akera. Populacija im iznosi oko 250 na rezervatu, ili 450 ukupno.